# アンガルスク
アンガルスク（ロシア語: Анга́рск, ラテン文字転写: Angarsk ロシア語発音: [ɐnˈgarsk]）は、ロシアのシベリア南東部にある都市。人口は約22万人（2021年現在）。行政はイルクーツク州に属する。シベリア鉄道が通り、首都モスクワから東へ5,150キロメートル、州都のイルクーツクから西へ40キロメートルにある。町の名前の由来にもなっているアンガラ川に面している。

## 概要
第二次世界大戦の1948年に、ドイツ軍捕虜によって工業都市として建設された都市である。1951年に市へ昇格した。

## 産業
近郊には大規模な油田があり、石油化学コンビナートが建設されている。また、原子力発電所も操業している。核燃料サイクルや核燃料の備蓄を行う国際ウラン濃縮センター（International Uranium Enrichment Centre）も2007年に稼動を開始した。
現在、このアンガルスクからバイカル湖の北側を経由して日本海沿岸のナホトカに至る、全長約4,000キロメートルの「シベリア横断パイプライン計画」が検討されている。このルートを使って東シベリアからの原油輸入を目指す日本はロシアに対して早期整備を求め、両国間では最大規模の経済協力となっているが、中国は黒竜江省の大慶市までのルート建設を求めており、3国間での外交交渉が続いている。

## 交通

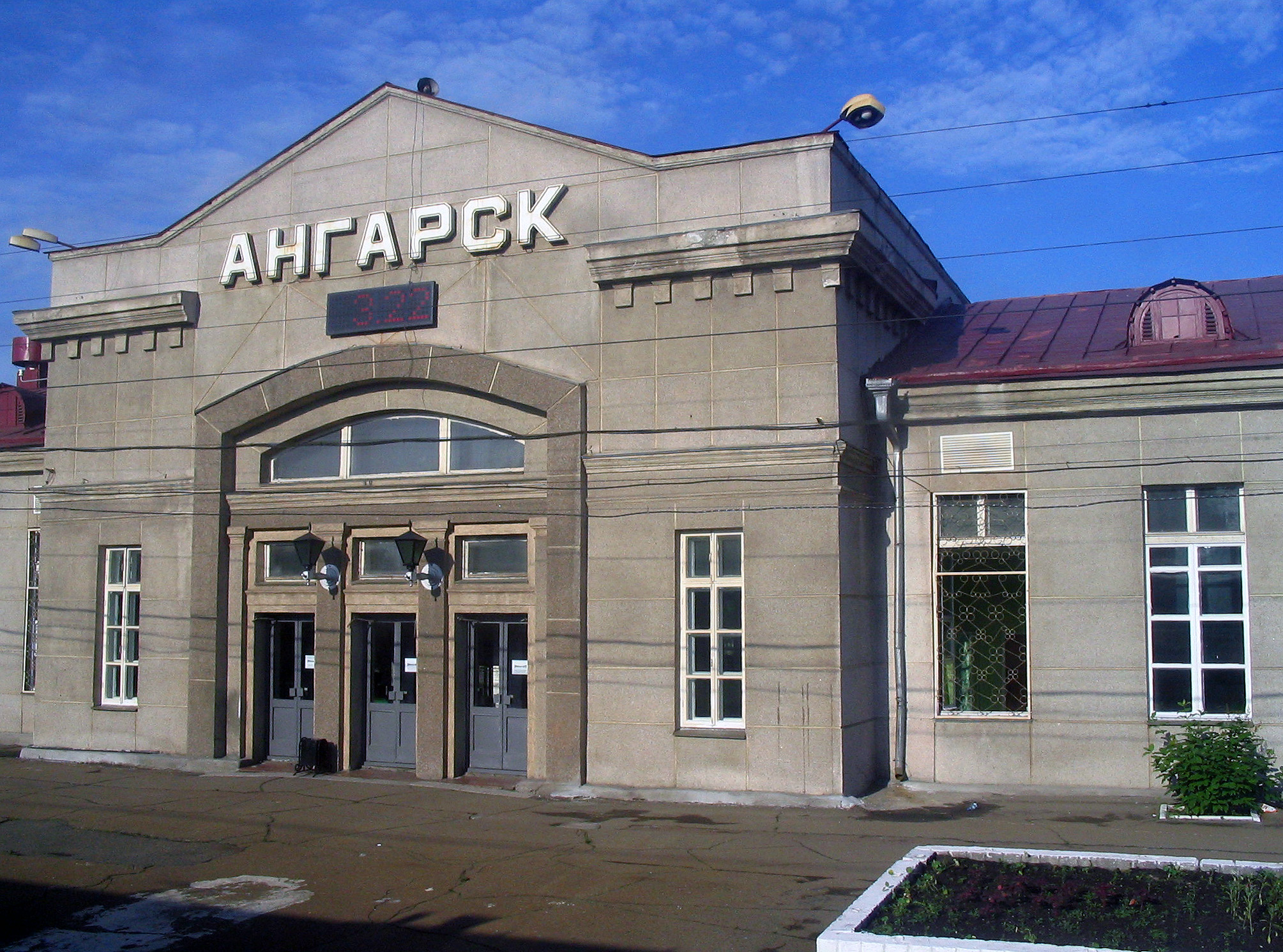
シベリア鉄道のアンガルスク駅

- アンガルスク市電

## 姉妹都市
- ムィティシ、ロシア
- 錦州市、中国